# Cheick Keita (calciatore 1996)
Cheick Keita (Parigi, 16 aprile 1996) è un calciatore maliano con cittadinanza francese, difensore della Vibonese.

## Caratteristiche tecniche
Terzino sinistro di spinta, in possesso di una notevole velocità - a cui abbina un'ottima resistenza allo sforzo - si distingue per doti tecniche e per la precisione nei cross per i compagni.

## Carriera

### Club
Libero da vincoli contrattuali, nel 2014 approda in Italia alla Virtus Entella. Dopo aver trascorso un anno di adattamento nella Primavera biancoceleste, approda in prima squadra. Titolare sotto la guida di Aglietti conclude la stagione con 31 apparizioni in Serie B.
Il 19 gennaio 2017 passa al Birmingham City in cambio di circa 2 milioni di euro, legandosi alla società inglese fino al 2020. Esordisce nella seconda divisione inglese il 4 febbraio contro il Fulham, servendo a Lukas Jutkiewicz l'assist che consente ai Blues di vincere l'incontro 1-0.
Il 31 agosto 2017 viene ingaggiato a titolo temporaneo dal Bologna con obbligo di riscatto al verificarsi di determinate condizioni. Il 18 aprile 2018 fa il suo esordio con i felsinei in Serie A, entrando al 63º al posto di Adam Masina, nella partita persa per 1-0 in trasferta, contro la Sampdoria.

### Nazionale
Nonostante sia nato in Francia, grazie alle sue origini, il 2 novembre 2016 viene convocato nella nazionale del Mali dal CT Henryk Kasperczak, in vista dell'impegno di qualificazione ai Mondiali 2018 con il Gabon. Assiste i propri compagni dalla panchina, senza scendere in campo.

## Statistiche

### Presenze e reti nei club
Statistiche aggiornate al 30 maggio 2025.
| Stagione               | Squadra                | Campionato             | Campionato | Campionato | Coppe nazionali | Coppe nazionali | Coppe nazionali | Coppe continentali | Coppe continentali | Coppe continentali | Altre coppe | Altre coppe | Altre coppe | Totale | Totale | Totale |
| Stagione               | Squadra                | Comp                   | Pres       | Reti       | Comp            | Pres            | Reti            | Comp               | Pres               | Reti               | Comp        | Pres        | Reti        | Pres   | Reti   |        |
| ---------------------- | ---------------------- | ---------------------- | ---------- | ---------- | --------------- | --------------- | --------------- | ------------------ | ------------------ | ------------------ | ----------- | ----------- | ----------- | ------ | ------ | ------ |
| 2015-2016              | Virtus Entella         | B                      | 31         | 0          | CI              | 1               | 0               | -                  | -                  | -                  | -           | -           | -           | 32     | 0      |        |
| 2016-gen. 2017         | Virtus Entella         | B                      | 14         | 0          | CI              | 2               | 0               | -                  | -                  | -                  | -           | -           | -           | 16     | 0      |        |
| Totale Virtus Entella  | Totale Virtus Entella  | Totale Virtus Entella  | 45         | 0          |                 | 3               | 0               |                    | -                  | -                  |             | -           | -           | 48     | 0      |        |
| gen.-giu. 2017         | Birmingham City        | FLC                    | 10         | 0          | FACup+CdL       | -               | -               | -                  | -                  | -                  | -           | -           | -           | 10     | 0      |        |
| ago. 2017              | Birmingham City        | FLC                    | 1          | 0          | FACup+CdL       | 0               | 0               | -                  | -                  | -                  | -           | -           | -           | 1      | 0      |        |
| ago. 2017-2018         | Bologna                | A                      | 3          | 0          | CI              | 0               | 0               | -                  | -                  | -                  | -           | -           | -           | 3      | 0      |        |
| 2018-2019              | Eupen                  | D1                     | 20+4       | 2          | CB              | 0               | 0               | -                  | -                  | -                  | -           | -           | -           | 24     | 2      |        |
| 2019-2020              | Birmingham City        | FLC                    | 0          | 0          | FACup+CdL       | 0               | 0               | -                  | -                  | -                  | -           | -           | -           | 0      | 0      |        |
| Totale Birmingham City | Totale Birmingham City | Totale Birmingham City | 11         | 0          |                 | 0               | 0               |                    | -                  | -                  |             | -           | -           | 11     | 0      |        |
| feb.-giu. 2021         | HNK Gorica             | 1.HNL                  | 9          | 0          | CC              | 1               | 0               | -                  | -                  | -                  | -           | -           | -           | 10     | 0      |        |
| 2021-2022              | HNK Gorica             | 1.HNL                  | 28         | 0          | CC              | 3               | 0               | -                  | -                  | -                  | -           | -           | -           | 31     | 0      |        |
| 2022-2023              | HNK Gorica             | HNL                    | 6          | 0          | CC              | 1               | 0               | -                  | -                  | -                  | -           | -           | -           | 7      | 0      |        |
| Totale HNK Gorica      | Totale HNK Gorica      | Totale HNK Gorica      | 43         | 0          |                 | 5               | 0               |                    | -                  | -                  |             | -           | -           | 48     | 0      |        |
| 2024-2025              | L’Aquila               | D                      | 13         | 1          | CI-D            | 1               | 0               | -                  | -                  | -                  | -           | -           | -           | 14     | 1      |        |
| Totale carriera        | Totale carriera        | Totale carriera        | 139        | 3          |                 | 9               | 0               |                    | -                  | -                  |             | -           | -           | 148    | 3      |        |